# Col du Lagastrello
Le col du Lagastrello, situé à 1 198 m d'altitude, est un col de l’Apennin tosco-émilien qui sépare la Lunigiana de l'Émilie.

## Géographie

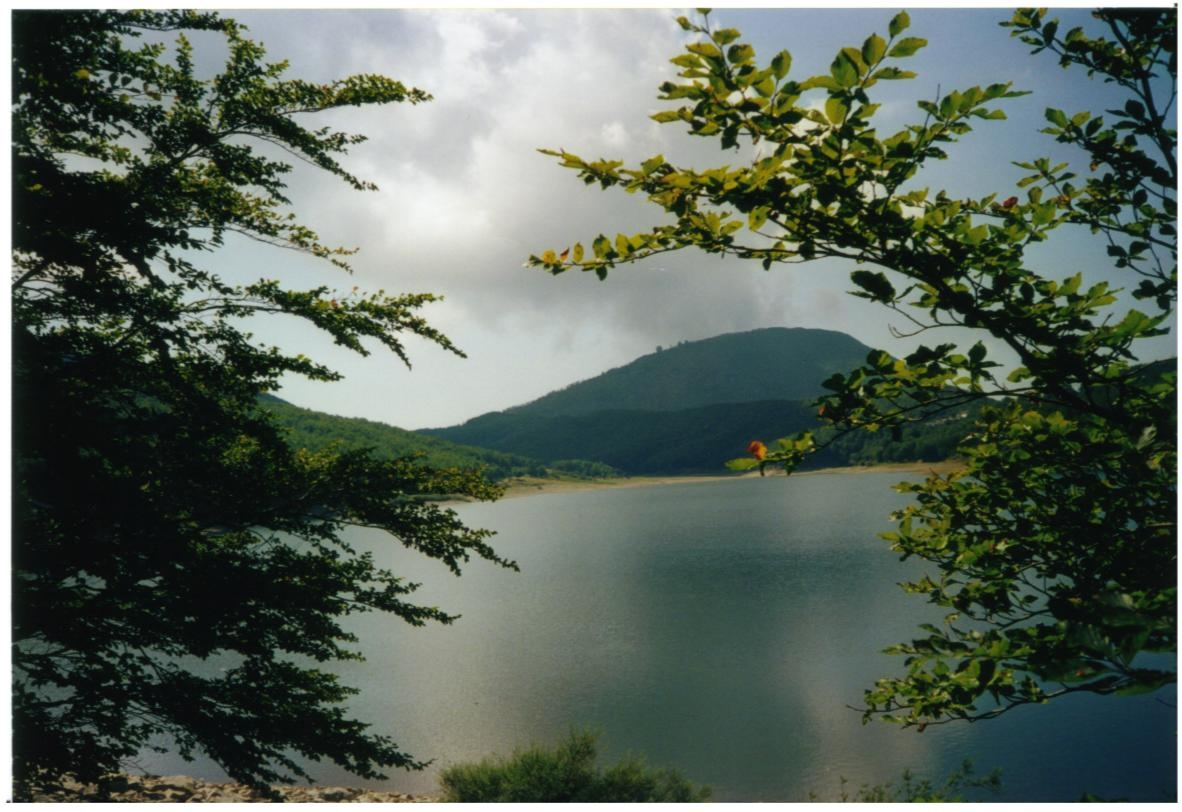
Vue du lac Paduli.

Le col se trouve le long de la route provinciale SP74 sur la commune de Comano, en province de Massa-Carrara, et relie celle-ci à la province de Reggio d'Émilie et à la province de Parme.
Le col se situe à l’intérieur du territoire du parc national de l'Apennin tosco-émilien.

## Histoire
Près du col s’élevait l'Ospedale dei Linari (hôpital des Linari), fondé à l’époque médiévale (Xe siècle) et dédié à l’ordre des chevaliers d'Altopascio, dont il ne reste que quelques traces sur le versant toscan. Dans l’Antiquité, le passage était utilisé pour le commerce et par les pèlerins à destination de Rome et Lucques. La montagne qui domine le col est le mont Malpasso (Malus Passus en latin), indiquant un accès difficile à franchir et traversé à l’époque romaine par la strada delle cento miglia, citée sur Itinerarium Antonini, qui reliait Parme à Luni.
À l’époque lombarde, ce passage était d’autant plus important qu’il était l’unique itinéraire sûr entre la plaine du Pô et la Toscane. Comme cité sur les cartes lombardes de Varsi, la conquête par les Lombards du secteur des Apennins aurait demandé plus de temps, avec des retournements de situation, à l’exception du tronçon compris entre les fleuves Enza et Taro.